# Startovací komplex 37 na Cape Canaveral Air Force Station
Startovací komplex 37 na Cape Canaveral Air Force Station (LC-37, SLC-37) leží na ostrově Merritt na mysu Canaveral na Floridě. Komplex byl budován na přelomu padesátých a šedesátých let dvacátého století a NASA jej převzala roku 1963. Původně zde startovala raketa Saturn I ve verzi Block II, konalo se zde všech šest letů. Poté byl komplex upraven pro bezpilotní mise rakety Saturn IB. Poslední misí z programu Apollo byla Apollo 5 v roce 1968, pak byl komplex uzavřen. Až roku 2002 se komplexu dostalo nového využití, když byl přestavěn pro starty rakety Delta IV. V současné době jej provozuje společnost United Launch Alliance.